# Fabienne Lackner

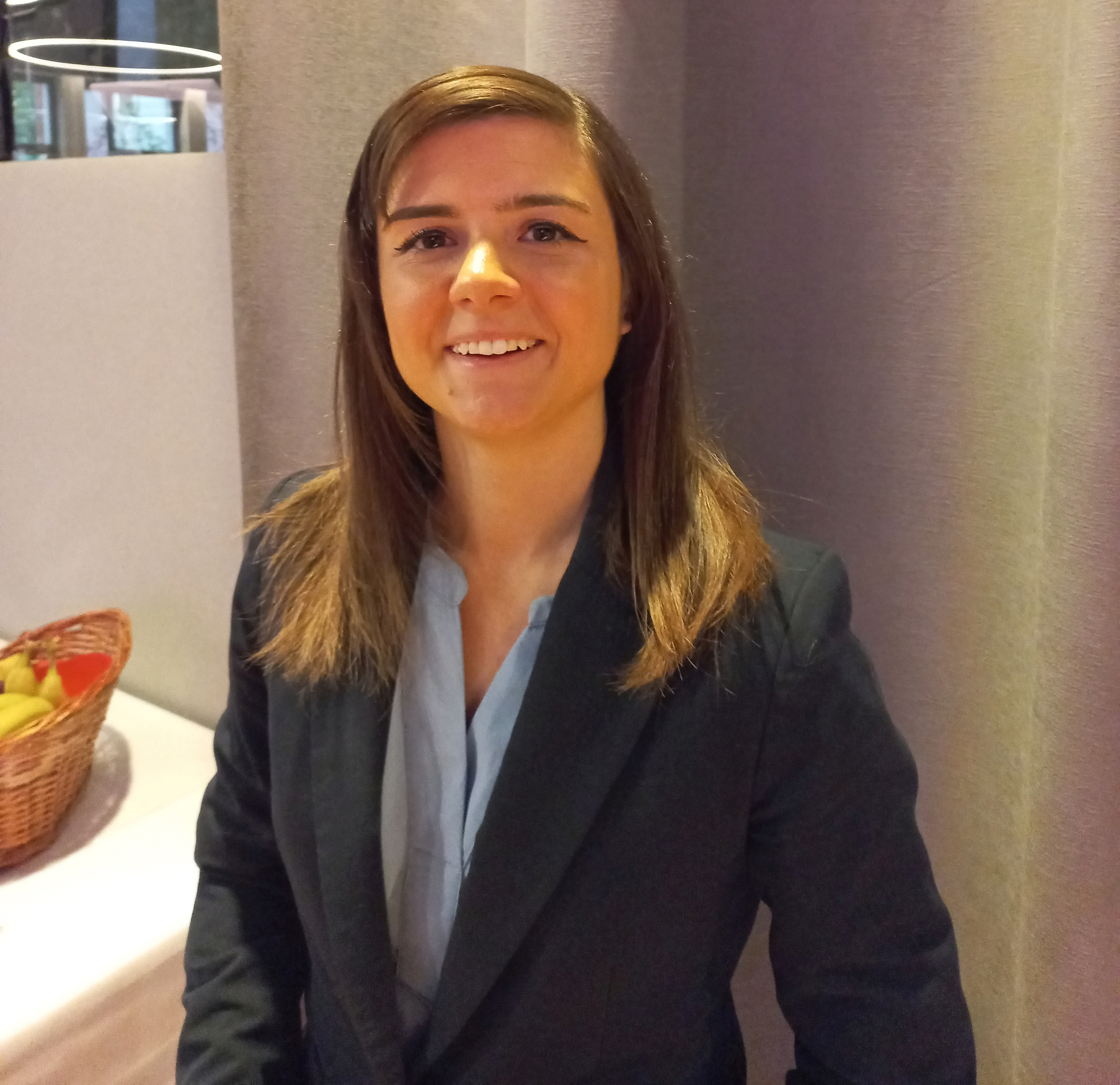
Fabienne Lackner (2024)

Fabienne Lackner (* 13. September 1997 in Bregenz) ist eine österreichische Politikerin (NEOS). Lackner kandidierte für ihre Partei bei der Landtagswahl in Vorarlberg 2019 auf dem vierten Listenplatz im Wahlbezirk Feldkirch und wurde am 4. Oktober 2023 als Nachfolgerin von Sabine Scheffknecht im Vorarlberger Landtag als Abgeordnete angelobt.

## Politische Tätigkeit
Fabienne Lackner ist seit dem Jahr 2016 Parteimitglied von NEOS – Das Neue Österreich und Liberales Forum in Vorarlberg. Im Jahr 2018 wurde sie zur Landesvorsitzenden der NEOS-Jugendorganisation JUNOS – Junge liberale NEOS gewählt und übte dieses Amt bis Februar 2023 aus.
Im November 2022 war sie zuvor in den Bundesvorstand von JUNOS gewählt worden, wo sie als stellvertretende Bundesvorsitzende für Presse- und Öffentlichkeitsarbeit zuständig ist.
Zur Landtagswahl in Vorarlberg 2019 kandidierte Fabienne Lackner auf dem vierten Platz der NEOS-Landesliste sowie auf dem vierten Listenplatz im Wahlbezirk Feldkirch. Auf dem dritten Listenplatz kandidierte jeweils Garry Thür. Obwohl sie bei der Wahl im Wahlbezirk Feldkirch mehr Vorzugsstimmen als Thür erreichte und damit dort über ein Grundmandat hätte einziehen können, entschied die Landespartei, dass Thür der Vorzug zu geben sei. Spitzenkandidatin Sabine Scheffknecht, die in allen Bezirken am ersten Listenplatz kandidiert hatte, nahm daher das Grundmandat im Bezirk Feldkirch an, der Landeslisten Zweitplatzierte Johannes Gasser das Grundmandat im Bezirk Bregenz und Garry Thür konnte damit das – von den erreichten Vorzugsstimmen unabhängige – Mandat auf der Landesliste einnehmen.
Lackner kandidierte bei der Gemeindevertretungswahl 2020 für ihre Partei in ihrer Heimatstadt Feldkirch und wurde während der laufenden Legislaturperiode im Jänner 2022 als Nachrückerin für Matthias Scheyer Mitglied der Stadtvertretung von Feldkirch sowie stellvertretende Klubvorsitzende von NEOS in der Feldkircher Stadtvertretung.
Ende Juni 2023 gab die bisherige Klubvorsitzende von NEOS im Vorarlberger Landtag, Sabine Scheffknecht, ihren Rückzug aus der Politik bekannt. Im Rahmen dieser Presseerklärung wurde auch bekanntgegeben, dass Fabienne Lackner ihr als Abgeordnete in den Vorarlberger Landtag nachfolgen werde. Lackner wurde daher in der Landtagssitzung am 4. Oktober 2023 als zu diesem Zeitpunkt jüngste Abgeordnete zum Vorarlberger Landtag angelobt.
Seit April 2025 ist sie Feldkircher Stadträtin für Jugend und Wohnen.

## Beruf und Privatleben
Fabienne Lackner war bis 2024 beruflich als Personalberaterin in einer Vorarlberger Personalberatungsagentur tätig. Sie lebt in Feldkirch.